# Tyrants and Wraiths
Tyrants and Wraiths prvi je EP austrijskog simfonijskog death metal-sastava Hollenthon. Album je 28. listopada 2009. godine objavila diskografska kuća Napalm Records.

## Popis pjesama
Tekstovi: Elena Schirenc. 
| 1.    | »Tyrants and Wraiths« | 5:26 |
| 2.    | »Innocent Sin«        | 4:22 |
| 3.    | »Deathly Dirges«      | 4:29 |
| 4.    | »Of Hollow Men«       | 6:09 |
| 20:26 |                       |      |

| Glazbeni spotovi | Glazbeni spotovi                                                         | Glazbeni spotovi | Glazbeni spotovi | Glazbeni spotovi | Glazbeni spotovi | Glazbeni spotovi | Glazbeni spotovi | Glazbeni spotovi | Glazbeni spotovi |
| Br.              | Skladba                                                                  | Trajanje         |                  |                  |                  |                  |                  |                  |                  |
| ---------------- | ------------------------------------------------------------------------ | ---------------- | ---------------- | ---------------- | ---------------- | ---------------- | ---------------- | ---------------- | ---------------- |
| 5.               | »On the Wings of a Dove« (uživo na festivalu Graspop Metal Meeting 2008) | 6:04             |                  |                  |                  |                  |                  |                  |                  |
| 6.               | »Ars Moriendi« (uživo na festivalu Graspop Metal Meeting 2008)           | 5:40             |                  |                  |                  |                  |                  |                  |                  |
| 32:10            |                                                                          |                  |                  |                  |                  |                  |                  |                  |                  |

## Zasluge
| Hollenthon - Martin Schirenc – vokali, gitara, klavijature, snimanje, miksanje, ilustracije - Martin Molokh – gitara - Gregor "El Gore" Marboe – prateći vokali, bas-gitara - Mike Gröger – bubnjevi - Elena Schirenc – vokali |  | Ostalo osoblje - Boban Milunović – mastering |